# Лясковець (Хасковська область)
Ля́сковець (болг. Лясковец) — село в Хасковській області Болгарії. Входить до складу общини Стамболово.

## Населення
За даними перепису населення 2011 року у селі проживали 275 осіб.
Національний склад населення села:
| Національність   | Кількість осіб | Відсоток |
| ---------------- | -------------- | -------- |
| турки            | 263            | 98,1%    |
| болгари          | 4              | 1,5%     |
| цигани           | 0              | 0%       |
| Всього відповіли | 268            |          |

Розподіл населення за віком у 2011 році:
Динаміка населення: